# Stalag 327
Lo Stalag 327 è uno Stalag che si trova nei pressi di Neribka a Przemyśl nella Polonia sud orientale. Questo fu attivo dal dicembre del 1942 al luglio del 1944.

## Storia
Qui vennero internati i soldati italiani dopo l'8 settembre 1943 (IMI). Il campo fu evacuato intorno al gennaio 1944 con l'avvicinarsi delle truppe sovietiche.
Il comando del campo di Neribka e Pikulice era in mano di un capitano delle SS, il Lagerführer Reyner.